# Busan IPark
Busan I'Park este o echipă de fotbal profesionistă cu sediul în Busan, Coreea de Sud, fondată în 1979 și a câștigat K League 1 de patru ori (1984, 1987, 1991, 1997), a ridicat Cupa Coreei o dată (2004) și Cupa Ligii de trei ori (1997 Adidas, 1997 Prospecs, 1998), a câștigat Campionatul Cluburilor Asiatice AFC (predecesorul actualei Ligi a Campionilor de elită) pentru prima dată în Asia de Nord-Est⁠(d) în 1986 și a câștigat Campionatul Cluburilor Afro-Asiatice⁠(d) în această calitate. În prezent, folosește Stadionul Gudeok ca teren propriu.